# Barsanufi de Gaza
Barsanufi (Barsanuphius, Βαρσανούφιος) (Egipte, s. V - Thawatha, actual Oumm el-Toût, prop de Gaza, ca. 540) va ser un monjo de Gaza, autor d'obres ascètiques i teològiques. És venerat com a sant per diverses confessions cristianes.

## Biografia
Barsanufi era un eremita nascut a Egipte, que visqué durant cinquanta anys en absoluta reclusió i solitud, com a hesicasta, en una ermita i després, en una altra prop del monestir de Sant Seridó, al desert de Gaza (Palestina). Escrigué moltes cartes, 800 de les quals es conserven. Moltes d'elles s'adrecen a Joan el Profeta, abat del monestir de Merosala i mestre de Doroteu de Gaza.
Ja gran, va convèncer l'emperador perquè renovés el suport donat a l'Església de Jerusalem.

## Veneració

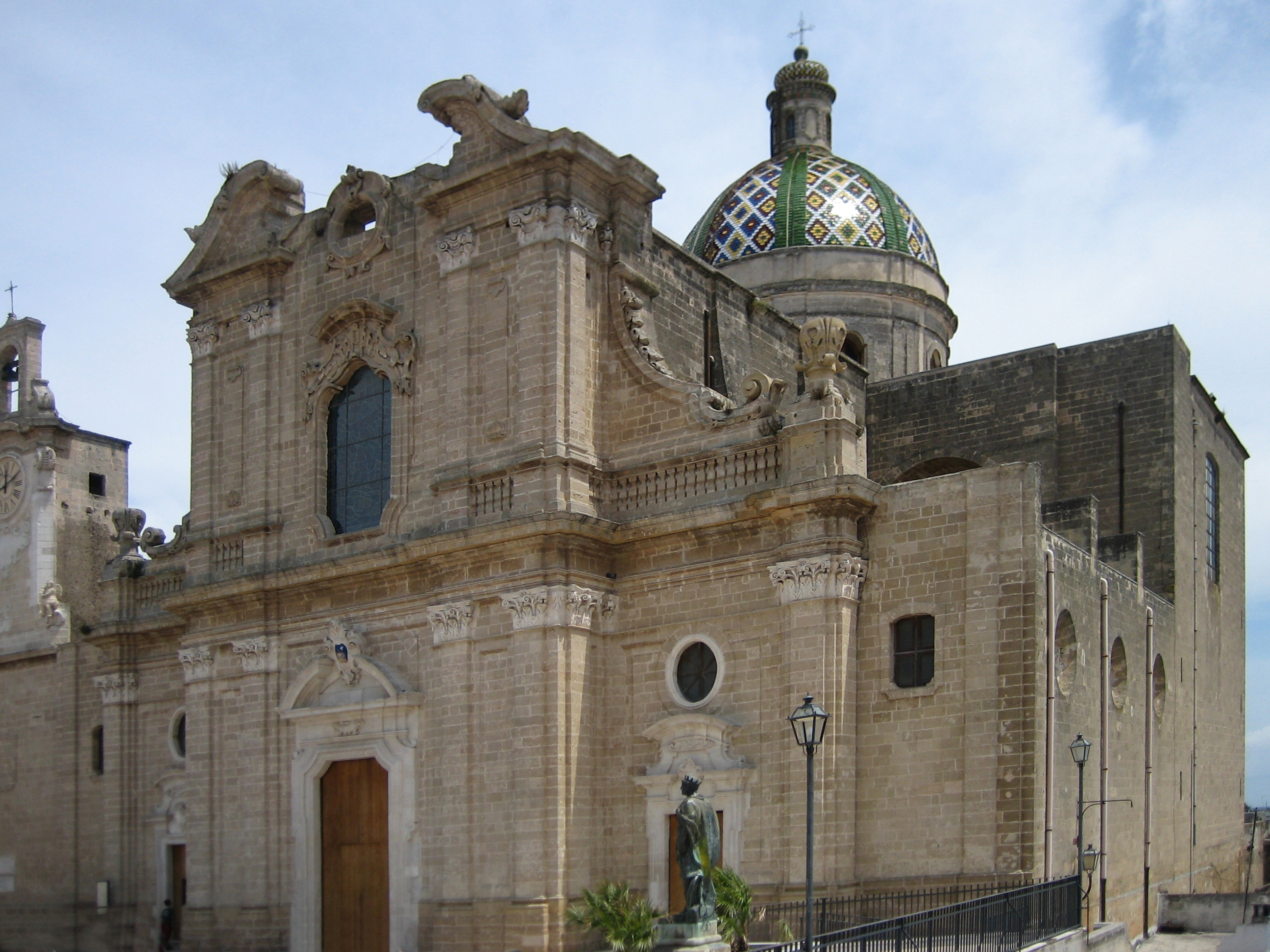
Basílica d'Oria, amb les restes del sant

És venerat per l'Església catòlica, amb festa al Martirologi romà l'11 d'abril. Patró d'Oria (Bríndisi, Itàlia), s'hi celebra la festa el 20 de febrer i el 30 d'agost. L'Església ortodoxa el venera el 6 de febrer del calendari julià.
Les seves relíquies arribaren a Oria (Pulla, Itàlia) en 850, portades per un monjo. Foren a l'actual església de San Francesco da Paola d'aquesta ciutat. Durant una invasió musulmana, es perderen, però foren retrobades temps després i portades a la basílica de San Barsanofio. A Oria se'l venera com a patró i protector de la ciutat contra les invasions.